# 克利斯登·奈加特
克利斯登·奈加特（挪威語：Kristen Nygaard，1926年8月27日—2002年8月10日），挪威计算机科学家，社会活动家，图灵奖和冯·诺伊曼奖获得者，Simula的创始人，面向对象技术的先驱。

## 生平
克利斯登·奈加特1926年生于挪威的奥斯陆，1956年于奥斯陆大学获得数学硕士学位，论文是《蒙特卡罗方法的理论方面》。
1948年—1960年间克利斯登·奈加特全职工作于挪威防务科学研究中心，进行计算、编程（1948年—1954年）和运筹学（1952年—1960年）方面的研究。
1957年—1960年间他是挪威防务系统中最早的运筹研究小组的负责人。他是挪威运筹研究学会（Norwegian Operational Research Society）的共同创办者和第一任主席（1959年—1964年）。1960年他受聘于挪威计算中心（Norwegian Computing Center），负责把挪威计算中心建设成为一个研究机构，并且于1962年成为研究主管（Director of Research）。
与奥利-约翰·达尔（Ole-Johan Dahl）一道，他开发了最早的面向对象的程序设计语言SIMULA-I（1961年—1965年）和SIMULA-67，首次引入了面向对象程序设计语言的基本概念：对象、类、继承、virtual quantities、多线程（准并行的）的程序执行。他为挪威的工会进行计划、控制和数据处理方面的研究，一切都以参加工会劳工的利益来评估（1971年—1973年，与Olav Terje Bergo）。其它的研究和开发工作还包括：计算机技术对社会的影响和通用系统描述语言DELTA（1973年—1975年与Erik Holbaek-Hanssen和Petter Haandlykken）。
克利斯登·奈加特是丹麦奥胡斯大学的教授（1975年—1976年），并且随后成为挪威奥斯陆大学的教授（1977年兼职，1984年—1996年全职）。他在奥尔胡斯和奥斯陆大学的工作包括系统开发和计算机技术对社会的影响方面的研究与教学，这些工作为日后称为系统开发中的斯堪的纳维亚学派奠定了基础。斯堪的纳维亚学派的工作与参与式开发（Participatory Design）的领域密切相关。1987年他成为美国帕洛阿托的斯坦福大学的访问教授，施乐帕洛阿尔托研究中心的访问学者，以及苹果公司的高级技术小组的顾问与讲师。
1990年6月他成为瑞典隆德大学的荣誉教授，并于1991年6月成为丹麦奥尔堡大学的第一个荣誉教授。他是挪威科学院的成员。
1990年10月美国的协会—为了社会责任的计算机职业者（Computer Professionals for Social Responsibility，CPSR）—因为他社会责任感和职业工作而授予他诺伯特·维纳奖。1992年他因“使挪威在信息科学领域闻名世界”而获得计算机世界（Computer world）的荣誉奖金。1999年他与奥利-约翰·达尔一起获得了罗辛奖（Rosing Prize）。罗辛奖是挪威数据协会的为专业上特别的进步而设立的新奖项。2000年6月面向对象技术的国际标准化组织——对象管理组织（Object Management Group）因他在“对象技术概念上的开创工作”而授予荣誉会员。
2001年11月他与奥利-约翰·达尔一起获得了電機電子工程師學會（IEEE,Institute of Electrical and Electronics Engineers）的約翰·馮諾依曼獎，并评价：“奖予他们在设计和实现SIMULA67时引入的概念，这些概念是面向对象技术的基石。”
2002年2月他又一次与奥利-约翰·达尔一起获得了美國計算機協會（ACM）的图灵奖，并评价：“奖予他们在设计编程语言SIMULAI和SIMULA67时产生的基础性想法，这些想法是面向对象技术的肇始。”
2000年8月他被挪威国王授予圣奥拉夫指挥官勋章（Commander of the Order of Saint Olav）。
从1976年起他与Bent Bruun Kristensen、Ole Lehrmann Madsen和Birger Moeller-Pedersen一道从事于通用面向对象编程语言BETA的开发与实现（实现从1986年开始）。现在这个语言已经可以在多种计算机上使用。
克利斯登·奈加特在1980年代的头半个时期是斯堪的纳维亚各国间的一个研究项目SYDPOL（System Development and Profession Oriented Languages）的筹划指导委员会主席。这个研究项目致力于在系统开发、语言研究和人工智能方面协同研究工作并为工作组提供支持。
也在1980年代，他作为欧洲科学与技术合作组织指导委员会主席（欧洲共同市场组织委任）资助了一些欧洲的科研项目。这些项目是关于面向专业语言的扩展（the extensions of profession oriented languages）的。因位人工智能和信息技术正成为专业工作的一部分，这些研究工作因而是必要的。
克利斯登·奈加特在1995年—1999年的研究与分布式系统有关。他是GOODS项目（General Object-Oriented Distributed Systems，通用面向对象分布式系统）的领导者。这个为期三年的项目，由挪威研究理事会（Norwegian Research Council）资助，始于1997年，目标是通过引入新的基本概念来丰富面向对象语言和系统开发方法，这些新的基本概念可以使我们来描述分层和（或）分布的程序、硬件和实现这些程序的人之间的关系。GOODS小组还包括Haakon Bryhni、Dag Sjoberg和Ole Smordal。他也领导挪威计算中心的一个小组，这个小组致力于建立一个GOODS想法的商业化实现——STAGE项目（STAGing Environments）。STAGE小组还包括Dag Belsnes、Jonn Skretting、Kasper Osterbye和Birger Moeller-Pedersen。
克利斯登·奈加特生前最后的研究兴趣是（the didactical aspects of introductory teaching of programming）。

### 其他活动
克利斯登·奈加特在1984年—1985年间是奥斯陆大学信息科学委员会主席，参与设计为所有教员提供研究、教育、计算和通信设施的学校发展计划。
克利斯登·奈加特是挪威自然保护协会（Norwegian Association for the Protection of Nature）环境保护委员会的第一任主席。他作为挪威代表参与经济合作与发展组织在信息技术方面的活动有十年之久。他是挪威联合工会（Norwegian Federation of Trade Unions）科学研究委员会的成员，并与多个国家的工会组织合作。
他多年致力于运作一个实验性的社会机构，试图为被社会遗弃的酗酒者创造一种新的人居条件（human living conditions）。
克利斯登·奈加特一直活跃于挪威政坛。在1960年代中后期，他是挪威左翼非社会主义政党Venstre的执行委员会成员，该党战略委员会主席。1972年挪威公民投票决定是否成为欧洲共同市场组织成员。在此前炽热的政治斗争中，他为协调青年组织而工作，大多数青年组织反对挪威加入欧洲共同市场组织，最后他们获得胜利。1971年—2001年克利斯登·奈加特是工党成员，并成为该党科学研究政策委员会的成员。
克利斯登·奈加特于1988年11月成为挪威信息委员会主席。
在1996年—1997年间克利斯登·奈加特为致力于成立欧洲反对马斯特里赫特条约运动（TEAM-The European Anti-Maastricht Movement）而担任协调员。欧洲反对马斯特里赫特条约运动是一个反对歐洲聯盟經濟暨貨幣聯盟和马斯特里赫特条约的国际组织间的协调网络。欧洲反对马斯特里赫特条约运动成功地于1997年3月3日建立起来。

## 家庭
克利斯登·奈加特与约翰娜·奈加特于1951年结婚。约翰娜·奈加特现已退休，曾工作于挪威援助发展中国家机构（NORAD, The Norwegian Agency for Aid to Developing Countries）。多年来她专于招募工作并为工作在东部非洲的专家提供行政支持。他们有三个孩子和七个孙子。